# Roberta Gale
Roberta Gale (18 de octubre de 1914 - 29 de enero de 2008) fue una actriz estadounidense reconocida por sus papeles como protagonista en una serie de películas occidentales de Poverty Row realizadas durante la década de 1930.

## Biografía
Roberta Gale, hija de J.M. y Blanche Harris Gale, nació en Pittsburgh y se mudó a Miami durante su infancia. Su carrera en el espectáculo comenzó en Broadway con "The New Yorkers", y pronto la llevó a Hollywood, donde fue comparada con la popular Clara Bow. En 1962, se casó con el filántropo Mark Taper, pero su matrimonio duró solo ocho meses.

## Filmografía
| Año  | Película                      | Personaje               |
| 1935 | Alias John Law                | Joanne Vallon           |
| 1935 | No Man's Range                | Helen Green             |
| 1935 | Cheers of the Crowd           | Betty O'Reilly          |
| 1934 | Terror of the Plains          | Bess Roberts            |
| 1934 | St. Louis Woman               | Eleanor Farnham         |
| 1934 | Mystery Ranch                 | Roberta Henderson       |
| 1933 | Her Splendid Folly            | Sally Lee               |
| 1933 | Police Call                   | Nora Daniels            |
| 1932 | Girl of the Rio               | Mabelle                 |
| 1931 | Son éstos nuestros hijos?     | Maybelle "Giggles"      |
| 1931 | The Public Defender           | Telephone Operator      |
| 1931 | Tras las Puertas Cerradas     | Party Girl (uncredited) |
| 1930 | Moonlight and Monkey Business | Honeymooner             |